# Naissance en 1112
Naissance
- 1108
- 1109
- 1110
- 1111
- 1112
- 1113
- 1114
- 1115
- 1116

Cette page dresse une liste de personnalités nées au cours de l'année 1112 :
- Otton de Freising, évêque de Freising, chroniqueur allemand, historien de Frédéric Barberousse et théoriciens de l'histoire de l'époque médiévale.
- Guillaume de Weimar-Orlamünde, ou Guillaume de Ballenstedt, comte de Weimar-Orlamünde ainsi que comte palatin du Rhin.
- Nuño Alfonso, évêque de Dumium.
- Sasaki Hideyoshi, samouraï membre du clan Minamoto.

date incertaine (vers 1112)
- Henri IV de Luxembourg, comte de Luxembourg et de Namur.

## Crédit d'auteurs
- Cet article est partiellement ou en totalité issu de l'article intitulé « 1112 » (voir la liste des auteurs).